# مدينة المستقبل
مدينة المستقبل هي مدينة جديدة أنشئت في القاهرة الجديدة، بغرض توسيع الحيز العمراني وإنعاش الاستثمار بالمناطق الجديدة، حيث تشغل مساحة واسعة تصل إلى حوالي 11,000 فدان، تستحوذ الطرق والمساحات الخضراء فيها على 50% من إجمالي المساحة.

## البناء
بنيت المستقبل تبعًا لأحدث التقنيات التكنولوجية، لتسهيل التعاملات مع كافة الخدمات المتاحة في المدينة كوسائل النقل العام على سبيل المثال، حيث تمتلك المدينة نظام إداري مستقل، من خلال الهاتف الذكي.

## الخدمات
ضمت مدينة المستقبل العديد من الخدمات التعليمية لمختلف المراحل العمرية التي اشتهرت بها، مثل:
- مدارس دولية.
- المدرسة العسكرية بالهايكستب "مدرسة داخلية للقوات المسلحة".

بالإضافة إلى وجود خدمات طبية متنوعة على مستوى عالمي يتناسب مع التصميم الحديث لمدينة المستقبل، مثل:
- مستشفى المستقبل التخصصي.
- عيادات المستقبل.
- مكتب صحة مدينة المستقبلة.
- مراكز وعيادات في مختلف التخصصات.

ما يجعل مدينة المستقبل مدينة مكتفية ذاتية، هي احتوائها على كل ما يحتاجه السكان بدايةً من المرافق الأساسية، حتى المرافق الترفيهية مثل:
- حديقة الدراجات.
- نادي الياسمين.
- نادي المستقبل.
- فيوتشر مول.
- مول تجاري.

## مراحل
بنيت المدينة علي خمسة مراحل

### المرحلة الأولى
تعد هذه المنطقة من المناطق الأعلى جاذبية للسكان في مدينة المستقبل، فهي من أكثر المناطق حيوية بفضل وقوها على مسافة قريبة من الجامعة الأمريكية في التجمع الخامس.

### المرحلة الثانية
تتميز هذه المرحلة بكونها تحتوي على مرافق خدمية متعددة كالخدمات الإدارية والتجارية، وتضم أيضًا مجموعة من الفنادق الفاخرة والأماكن الترفيهية، وتطل على طريق السويس.

### المرحلة الخامسة
على الرغم من وجود المرحلة الثالثة والرابعة، إلا أن المرحلة الخامسة والأخيرة للمدينة هي الأكثر شهرة واتساعًا أيضًا، فهي تمتد على مساحة كبيرة من المساحة الكلية لمدينة المستقبل،
واُطلق على هذه المرحلة "ٌقلب المدينة" وتضم أنواع مختلف من المشروعات العقارية ومناطق الترفيه والخدمات المميزة.

## موقع
تمتلك مدينة المستقبل موقع استراتيجي على طريق القاهرة السويس، بين الكيلو 46 والكيلو 51 شرق القاهرة، ويحاوط المستقبل سيتي العديد من المناطق الهامة مثل:
- تقع مدينة مستقبل سيتي على مسافة قريبة من مدينتي.
- كما أن المدينة قريبة من مدينة الشروق.
- تقع على مسافة قريبة من العاصمة الإدارية الجديدة.
- قريبة أيضًا من هليوبوليس الجديدة.
- يسهل الوصول من مستقبل سيتي إلى شارع التسعين التجمع الخامس.
- كما تقع مدينة المستقبل على بعد 45 دقيقة من العين السخنة.

## أهم الطرق القريبة
يمكنك بسهولة الانتقال والحركة من وإلى مدينة المستقبل بفضل وقوعها في هذا الموقع الاستراتيجي الذي يجعلها على مسافة قريبة من أهم الطرق المحورية مثل:
- طريق السويس.
- الطريق الدائري الإقليمي.
- الطريق الدائري الأوسطي.
- طريق الروبيكي.
أهم كمبوندات مدينة المستقبل:
- بلوم فيلدز من تطوير مصر.
- البوسكو سيتي من مصر ايطاليا.
- جرين سكوير من الأهلي صبور.
- هاب تاون مستقبل سيتي حسن علام.
- اوديسيا صبور.
- لاميرادا من جراند بلازا
في الكيلو 35 على طريق مصر – الإسماعيلية الصحراوى على مسافة 5 كم من سوق العبور و3 كم من مدينة الشروق وفي مواجهة جمعية احمد عرابى لاستصلاح الاراضى.
يوجد للمدينة بوابتين واحدة على طريق إسماعيلية الصحراوى والأخرى على مدينة الشروق بطريق مبارك بالقرب من كارفور الشروق
تنقسم مدينة المستقبل إلى قطاعين رئيسيين هما قطاع يو & قطاع تى وقطاعين فرعيين هما امتداد اليو وامتداد التي.
وسيلة المواصلات هناك أتوبيس لنقل السكان من المدينة إلى ميدان الحجاز والعكس كل ساعة بالإضافة إلى عدد من المواصلات إلى موقف العاشر
تعتبر المدينة من أحدث المدن التي أنشئت في الفترة الأخيرة وتشتهر المدينة بالمساحات الخضراء (لاند سكيب ) والبنايات الجميله التي لا تزيد عن 6 ادوار تتمتع المدينة بأمن على البوابات الخارجية وكذلك العمارات
- يوجد العديد من الباصات الخاصة للتنقل داخل المدينة
- يوجد بالمدينة عدد 4 نوادى
- مول كبير
- منطقتى خدمات
- دش مركزى
- امن
تعتبر المدينة على بعد 20 دقيقة من مصر الجديدة